# Saint-Martial-de-Mirambeau
Saint-Martial-de-Mirambeau is een gemeente in het Franse departement Charente-Maritime (regio Nouvelle-Aquitaine) en telt 237 inwoners (2004). De plaats maakt deel uit van het arrondissement Jonzac.

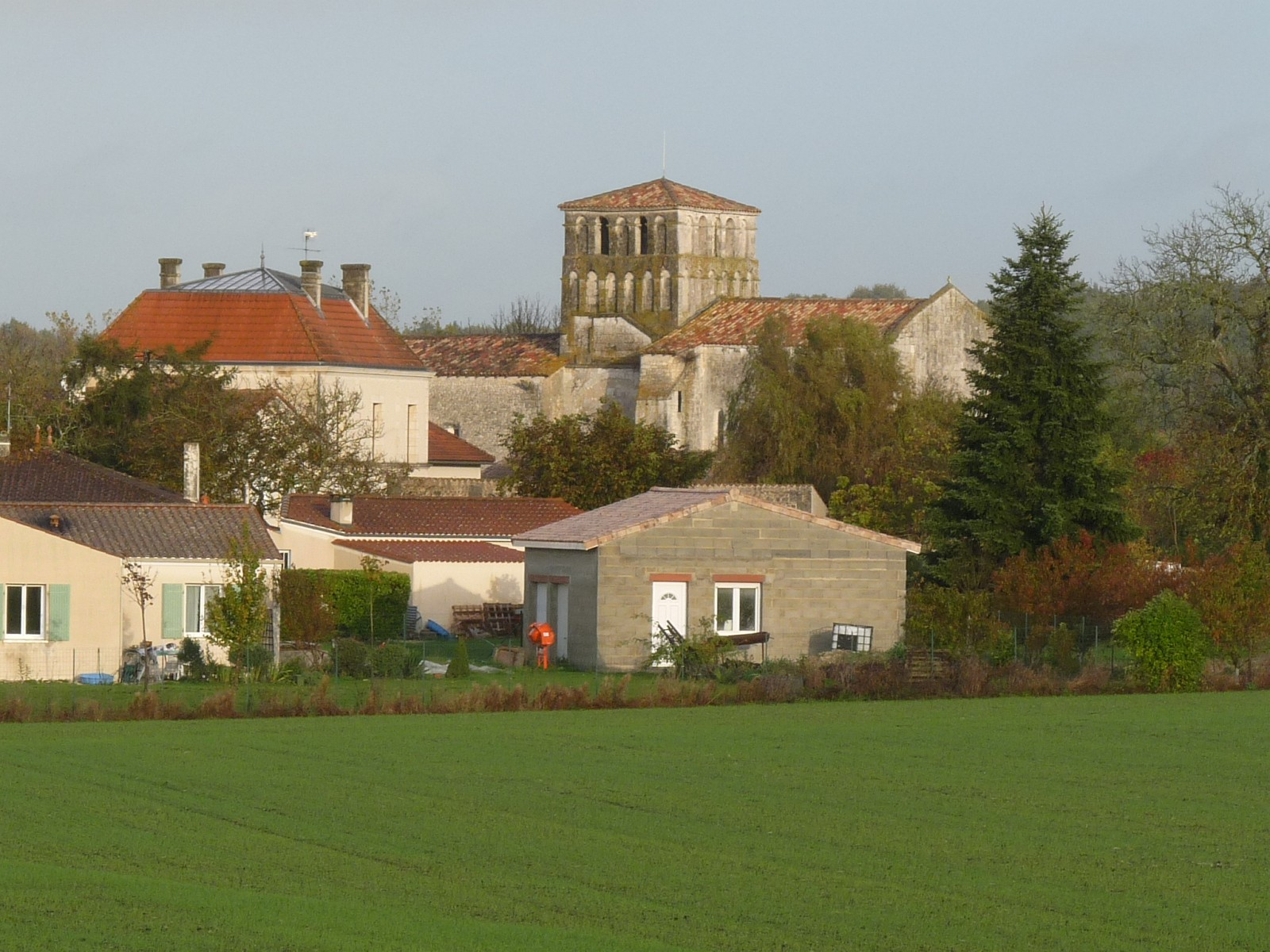
Saint-Martial-de-Mirambeau
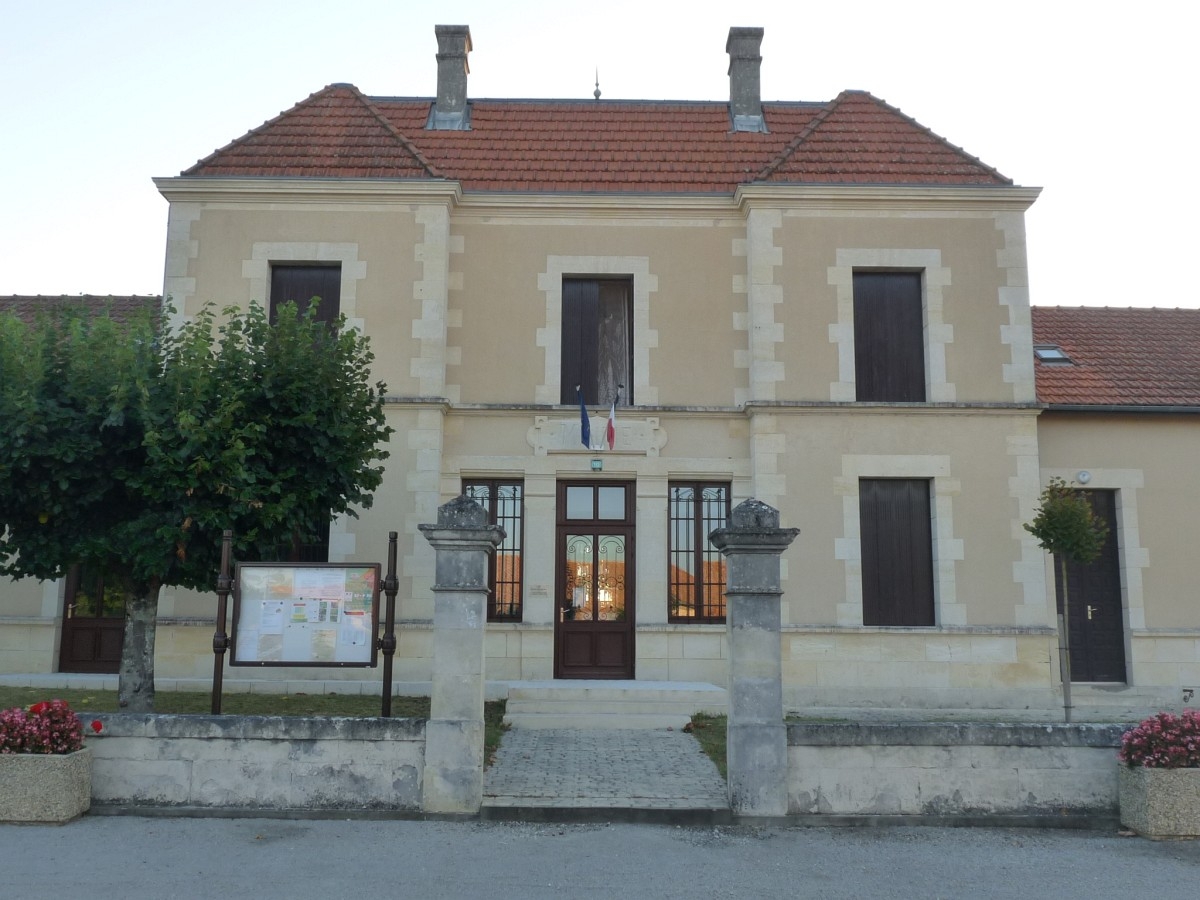
Gemeentehuis
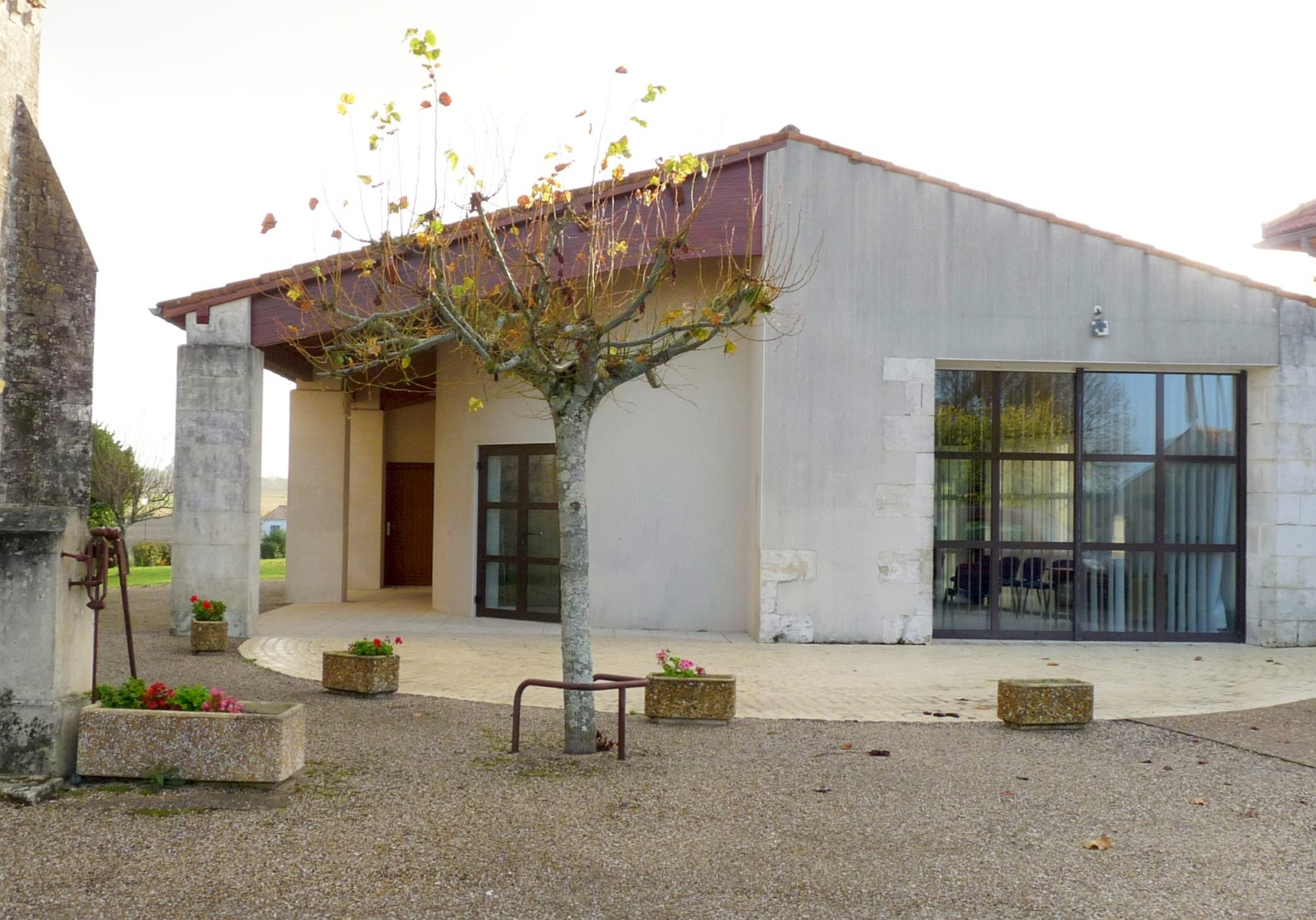
Feestzaal van Saint-Martial-de-Mirambeau

## Geografie
De oppervlakte van Saint-Martial-de-Mirambeau bedraagt 9,2 km², de bevolkingsdichtheid is 25,8 inwoners per km².
De onderstaande kaart toont de ligging van Saint-Martial-de-Mirambeau met de belangrijkste infrastructuur en aangrenzende gemeenten.

## Demografie
Onderstaande figuur toont het verloop van het inwonertal (bron: INSEE-tellingen).